# Coach Carter
Coach Carter är en amerikansk film från 2005. Filmen är baserad på en verklig händelse från 1999, men utspelar sig 2004. Den handlar om en man som får ett jobb som tränare (engelska: coach) för basketlaget Richmond High.

## Skådespelare
- Samuel L. Jackson — Coach Ken Ray Carter
- Rob Brown — Kenyon Stone
- Robert Ri'chard — Damien Carter
- Rick Gonzalez — Timo Cruz
- Nana Gbewonyo — Junior Battle
- Antwon Tanner — Jaron 'Worm' Willis
- Channing Tatum — Jason Lyle
- Ashanti — Kyra
- Texas Battle — Maddux
- Daisey Day — Principal Garrison
- Debbi Morgan — Tonya Carter
- Mel Winkler — Coach White
- Vincent Laresca — Renny
- Sidney Faison — Ty Crane
- Octavia Spencer — Billy sjödin
- Adrienne Bailon — Dominique
- DDana Davis — Peyton
- Bob Costas - sig själv